# Błonie (Parchocin)
Błonie – przysiółek wsi Parchocin w Polsce, położony w województwie świętokrzyskim, w powiecie buskim, w gminie Nowy Korczyn.
W latach 1975–1998 przysiółek administracyjnie należała do województwa kieleckiego.

## Położenie
W Gminie Nowy Korczyn istnieją dwa przysiółki o nazwie Błonie odległe od siebie o ok. 3 km:
- Błonie k/Parchocina – 50°19′45″N 20°57′01″E/50,329167 20,950278
- Błonie k/Brzostkowa – 50°19′17″N 20°54′26″E/50,321389 20,907222